# Pernille Fisker
Pernille Hasager Fisker (født 13. maj 1982 i Viborg) er en dansk tidligere håndboldspiller som spillede på Danmarks kvindelandshold.
Hun spillede for Gjerpen HK i Norge, samt SK Århus, Randers HK, Viborg HK og FOX Team Nord i Danmark.
Hun er uddannet sygeplejerske.